# Április 24.
Április 24. az év 114. (szökőévben 115.) napja a Gergely-naptár szerint. Az évből még 251 nap van hátra.
Névnapok: György + Baján, Bebóra, Becse, Boján, Bojána, Bojta, Bojtorján, Bonifác, Bónis, Csaba, Csobád, Debóra, Egbert, Egberta, Egmont, Egon, Fidél, Fidélia, Gaszton, Gyöngyvirág, Györe, Györgyi, Györgyike, Györk, Györke, Honóriusz, Hunor, Hümér, Kardos, Kászon, Melióra, Melissza, Melitta, Nefelejcs, Sába, Sebő, Simon, Sion, Vajta, Vata

## Események

### Politikai események
- 858 – I. (Nagy) Miklós pápa megválasztása.[1]
- 1222 – II. András kiadja az Aranybullát.
- 1326 – Károly Róbert megalapítja a Szent György Lovagrendet.
- 1514 – Bakócz Tamás bíboros, Esztergom érseke, pápai legátus a keresztes sereg vezérévé Dózsa Györgyöt nevezi ki.
- 1920 – A San Remó-i konferencia az I. világháború után.
- 1938 – Konrad Henlein, a csehszlovákiai Szudétanémet Párt elnöke Karlovy Vary-i beszédében bejelenti pártja autonomista-föderalista követeléseit, s egyúttal követeli a náci ideológia szabad terjesztését.
- 1975 – Öt terrorista hatalmába keríti az NSZK stockholmi nagykövetségét. A túszok elengedése fejében bebörtönzött társaik szabadulását követelik. Mivel az NSZK kormánya nem hajlandó tárgyalni velük, kivégeznek két túszt (Andreas von Mirbach és Heinz Hillegaart diplomaták), majd a követség felső emeletét felrobbantják. Az égő épületből való menekülésük közben a terroristákat elfogják.

### Tudományos és gazdasági események
- 1961 – A 17. században Stockholm közelében elsüllyedt Vasa svéd királyi hadihajó kiemelése. Ez ma az egyetlen ilyen idős, épségben megmaradt hajó (ma múzeum).
- 1967 – Leszálláskor lezuhan a Szojuz–1, és pilótája, Vlagyimir Komarov életét veszti.
- 1970 – Kína a Kína–1 nevű műholdjának saját rakétával történt fellövésével a ötödik űrhatalommá válik.

### Kulturális események
- 2006 – Megindult a Cartoon Network Too gyermek csatorna.

### Sportesemények
Formula–1
- 2005 –  San Marinó-i Nagydíj, Imola - Győztes: Fernando Alonso  (Renault)

### Egyéb események
- 1854 – I. Ferenc József osztrák császár, magyar király esküvője Wittelsbach Erzsébet bajor hercegnővel („Sisi”-vel), Bécsben, az Ágoston-rendiek templomában (Augustinerkirche).
- 2024 – Steinbach József dunántúli püspököt választja meg a Magyarországi Református Egyház Zsinata a testület lelkészi elnökévé a posztjáról a kegyelmi botrányban játszott szerepe miatt lemondott Balog Zoltán helyére.[2] (Balog Zoltán lemondása után ideiglenesen Pásztor Dániel alelnök, tiszáninneni püspök látta el az elnöki teendőket.)[3]

## Születések
- 1533 – Orániai Vilmos, a „Hallgatag Herceg”, a németalföldi szabadságharc vezetője († 1584)
- 1595 – Szelepcsényi György prímás, esztergomi érsek († 1685)
- 1743 – Edmund Cartwright brit feltaláló, a gépi szövőszék megalkotója († 1823)
- 1856 – Henri Philippe Pétain francia marsall, miniszterelnök, köztársasági elnök († 1951)
- 1862 – Beke Manó (Beck) magyar matematikus, egyetemi tanár, a Magyar Tudományos Akadémia tagja († 1946)
- 1870 – Thorma János magyar festő, a nagybányai művésztelep alapítója († 1937).
- 1874 – Erich Raeder német nagyadmirális, a náci haditengerészet parancsnoka († 1960)
- 1875 – Huszka Jenő magyar zeneszerző († 1960)
- 1880 – Gideon Sundbäck svéd-amerikai mérnök, a cipzár fejlesztője († 1954)
- 1884 – Herman Lipót festő, grafikus, Munkácsy-díjas († 1972)
- 1897 – Kósa György magyar zeneszerző, zongoraművész († 1984)
- 1903 – José Antonio Primo de Rivera spanyol politikus, a Falangista mozgalom alapítója († 1936)
- 1908 – Józef Gosławski lengyel szobrász- és éremművész († 1963)
- 1909 – Bernhard Grzimek német zoológus, filmrendező († 1987)
- 1913 – Jékely Zoltán magyar író, költő, műfordító, Baumgarten-díjas (1939), József Attila-díjas († 1982)
- 1917 – Baross Imre magyar tornász, artista, az Artistaképző Intézet alapító-, később névadó igazgatója († 1986)
- 1920 – Zenthe Ferenc Kossuth- és kétszeres Jászai Mari-díjas magyar színész, a nemzet színésze († 2006)
- 1920 – Győrffy György magyar színész, szinkronszínész († 1984)
- 1921 – Havadi Nagy Ilona magyar színésznő
- 1924 – Lelkes Ágnes magyar színésznő, érdemes művész († 2013)
- 1929 – Kokas Klára magyar zenepedagógus, zenepszichológus († 2010)
- 1932 – Gábor Tamás olimpiai bajnok magyar vívó, sportvezető († 2007)
- 1932 – Vladimir Jengibarján szovjet–örmény olimpiai bajnok ökölvívó († 2013)
- 1933 – Billy Garrett (William Garrett) amerikai autóversenyző († 1999)
- 1934 – Shirley MacLaine Oscar-díjas amerikai színésznő, filmszínésznő, táncosnő
- 1939 – Mártonffy Mária magyar színésznő
- 1941 – Silvio Moser svájci autóversenyző († 1974)
- 1942 – Barbra Streisand kétszeres Oscar-díjas amerikai színésznő, énekesnő, zeneszerző, rendező, forgatókönyvíró, producer
- 1943 – Gordon West angol labdarúgó († 2012)
- 1949 – Szegvári Menyhért Jászai Mari-díjas magyar rendező, színész, az egri Gárdonyi Géza Színház örökös tagja († 2020)
- 1951 – Dancsházi Hajnal magyar színésznő
- 1951 – Selmeczi László magyar zenész, a 3. Illés együttes basszusgitárosa, énekese
- 1953 – Eric Bogosian amerikai színész, drámaíró
- 1954 – Ecsedi Erzsébet Aase-díjas magyar színésznő, rendező, a Hevesi Sándor Színház örökös tagja
- 1956 – Ambrus Mariann magyar evezős († 2007)
- 1962 – Piller Sándor NB I-es és FIFA labdarúgó-játékvezető
- 1963 – Détári Lajos hatvanegyszeres magyar válogatott és ötszörös világválogatott labdarúgó, edző.
- 1967 – Lukács Gyöngyi Kossuth-díjas magyar opera-énekesnő (szoprán)
- 1968 – Kardos M. Róbert Jászai Mari-díjas magyar színész
- 1969 – Egyed Attila Jászai Mari-díjas magyar színész
- 1971 – Alejandro Fernández mexikói ranchera, mariachi, pop latin-énekes, színész, mérnök (tenor)
- 1973 – Szacsin Tendulkar indiai krikettező
- 1977 – Halas Adelaida magyar színésznő
- 1980 – Austin Nichols amerikai színész
- 1980 – Karen Asrian örmény sakknagymester († 2008)
- 1982 – Kelly Clarkson amerikai énekesnő
- 1984 – Sam Simpson ausztrál tornász
- 1987 – Jan Vertonghen belga labdarúgó
- 1988 – Farkas Balázs magyar labdarúgó
- 1990 – Muri Enikő magyar énekesnő
- 1992 – Rafaela Silva olimpiai- és világbajnok brazil cselgáncsozó
- 1992 – Joe Keery amerikai színész

## Halálozások
- 1196 – III. Béla magyar király (* 1148–1149 körül)
- 1617 – Concino Concini olasz kalandor, Ancre márkija, Franciaország marsallja (* 1575)
- 1648 – Frölich Dávid matematikus, csillagász (* 1595)
- 1731 – Daniel Defoe angol író (* 1660 körül)
- 1871 – Zsutai János költő, lantos (* 1840)
- 1891 – Helmuth Karl Bernhard von Moltke gróf, porosz vezértábornagy, vezérkari főnök a porosz–francia háborúban (* 1800)
- 1906 – Károlyi Sándor politikus, kórházalapító, az MTA tagja (* 1831)
- 1917 – Tömörkény István író, régész,  etnográfus (* 1866)
- 1924 – Zielinski Szilárd építészmérnök (* 1860)
- 1942 – Lucy Maud Montgomery kanadai írónő (* 1874)
- 1943 – Fehér Gyula magyar római katolikus pap, pápai prelátus, esztergomi nagyprépost, felsőházi tag (* 1858)
- 1954 – Guy Mairesse francia autóversenyző (* 1910)
- 1966 – Josef Dietrich az SS és a Waffen-SS tábornoka (* 1892)
- 1967 – Széchenyi Zsigmond író, vadász, Afrika-utazó (* 1898)
- 1982 – Ville Ritola finn hosszútávfutó olimpiai bajnok (* 1896).
- 1983 – Rolf Stommelen (Rolf-Johann Stommelen) német autóversenyző (* 1943)
- 1984 – Zám Tibor író, tanár, szociográfus (* 1929)
- 1985 – Szergej Ioszifovics Jutkevics szovjet filmrendező (* 1904)
- 1986 – Kelemen Éva magyar színésznő (* 1921)
- 1997 – Eugene Stoner amerikai mérnök, fegyvergyáros, az M16 gépkarabély alkotója (* 1922)
- 2001 – Josef Peters német autóversenyző (* 1914)
- 2004 – Estée Lauder (er. Josephine Esther Mentzer), amerikai üzletasszony (* 1906)
- 2006 – Jeney László kétszeres olimpiai bajnok magyar vízilabdázó (* 1923)
- 2007 – Madaras József Kossuth-díjas magyar színművész (* 1937)
- 2011 – Csík Miklós Eötvös József-díj-as, Magyar Köztársasági Érdemrendes zenetanár, kórusvezető, karnagy (* 1930)
- 2015 – Ember Zoltán sorozatgyilkos (* 1962)
- 2021 – Monspart Sarolta magyar tájfutó világbajnok, a nemzet sportolója (* 1944)
- 2021 – Soproni József Kossuth-díjas magyar zeneszerző, pedagógus, a nemzet művésze (* 1930)

## Nemzeti ünnepek, emléknapok, világnapok
- Sárkányölő Szent György napja (egyes népeknél ez a nap április 23-ára esik).
- Az örmény népirtás emléknapja (az örmény értelmiségiek 1915. április 24-i deportálásának napja).
- A rendőrség napja
- Tótkomlós város napja
- A Kísérleti Állatok Védelmének Világnapja
- Menni Benedek irgalmas rendi szerzetes emléknapja
- Sigmaringeni Szent Fidél kapucinus szerzetes, vértanú emléknapja
- Pelletier Szent Mária-Eufrázia apáca, rendalapító emléknapja